# Spanische Unihockeynationalmannschaft der Frauen
Die spanische Unihockeynationalmannschaft der Frauen repräsentiert Spanien bei Länderspielen und internationalen Turnieren in der Sportart Unihockey. Bei der ersten Teilnahme der Spanierinnen erreichten sie ihre bisher beste Platzierung. 2007 konnten sie sich für die Weltmeisterschaft in Fredrikshavn qualifizieren und erreichten letztlich den letzten Rang.

## Platzierungen

### Weltmeisterschaften
| WM   | Austragungsort(e)           | Platz              |
| ---- | --------------------------- | ------------------ |
| 1997 | Mariehamn und Godby         | –                  |
| 1999 | Borlänge                    | –                  |
| 2001 | Riga                        | –                  |
| 2003 | Bern, Gümligen und Wünnewil | –                  |
| 2005 | Singapur                    | 16. Platz          |
| 2007 | Frederikshavn               | 20. Platz          |
| 2009 | Västerås                    | nicht qualifiziert |
| 2011 | St. Gallen                  | nicht qualifiziert |
| 2013 | Brünn, Ostrava              | nicht qualifiziert |
| 2015 | Tampere                     | nicht qualifiziert |
| 2017 | Bratislava                  | nicht qualifiziert |

## Trainer
- 2011-jetzt Diego Agueda